# علي الطريفي
علي أحمد الطريفي (مواليد 19 ديسمبر، 1960) حكم كرة قدم سعودي دولي سابق، ومحاضر وخبير تحكيم، وعضو لجنة التحكيم بالاتحاد الآسيوي. كان من بين أبرز الحكام المساعدين في القارة الآسيوية.

## مسيرته
بدأ الطريفي التحكيم سنة 1998، واعتزل سنة 2005.
شارك في تحكيم كأس العالم بكوريا الجنوبية واليابان سنة 2002، وحظي بتقديرات جيدة بعد أن ترك بصمة واضحة في لقاء الافتتاح بين المنتخب الفرنسي والمنتخب السنغالي، مما أهله ليكون حاضرا ضمن الطاقم التحكيمي لمباراة تحديد المركزين الثالث والرابع بين المنتخب التركي والمنتخب الكوري الجنوبي. واصل الطريفي تألقه على صعيد منطقة الخليج، وقد اثمر هذا التألق عن مشاركته مع الحكم السعودي علي المطلق في قيادة نهائي خليجي 17 بالدوحة سنة 2004.
سنة 2017، تمّ تعيين الطريفي مديرا لدائرة الحكام في اتحاد كرة القدم.

## أهم مشاركاته[5]
- كأس الخليج للأندية بجدة سنة 1998
- التصفيات المؤهلة إلي كأس العالم 2002 وكأس العالم 2006
- كأس العالم 2002 في كوريا الجنوبية واليابان (خمس مباريات من بينها مباراة الافتتاح، وكذلك مباراة تحديد الثالث والرابع)
- بطولة الأندية العربية 2003 بجدة
- بطولة بطولة اتحاد غرب آسيا لكرة القدم 2004 في إيران
- بطولة كأس الخليج العربي 17 سنة 2004 في قطر
- كأس تايغر سنغافورة سنة 2005، 9 مباريات نهائية (5 داخلية و4 خارجية)

## مهامه بعد الاعتزال[6]
- نائب رئيس لجنة الحكام الرئيسية بالاتحاد السعودي لشئون المقيمين حتى ديسمبر 2012
- عضو اللجنة الاستراتجية لتطوير التحكيم بالاتحاد الآسيوي حتى أغسطس 2013
- عضو لجنة الحكام الاسيوية من شهر يناير 2014
- مستشار فني لدائرة الحكام بالاتحاد الاسيوي من أغسطس 2013 حتى أغسطس 2016
- مقيم حكام بالاتحاد السعودي
- محاضر في الاتحاد الآسيوي من 2007
- مقيم حكام في الاتحاد الآسيوي والدولي من 2007
- مقيم اختيار حكم النخبة الآسيوية من 2007
- محاضر تطوير تحكيم بالاتحاد الدولي من 2008
- مقيم فيديو بالاتحاد الآسيوي من 2009
- المحاضر المحلي المشرف على الحكم الدولي خليل جلال استعداد لكاس العالم 2010
- الإشراف على تصفيات بطولة آسيا للشباب لكرة القدم 2008 في تايلند
- أحد المشرفين على بطولة آسيا للشباب تحت 19 عاما 2008 في السعودية
- الإشراف على بطولة اتحاد غرب آسيا لكرة القدم 2008 في إيران تحكيميا
- أحد المشرفين على كأس العالم تحت 20 سنة لكرة القدم 2009 يف مصر
- أحد المشرفين على دورات حكام النخبة الآسيوية من 2009 حتى الآن
- أحد المحاضرين المشرفين على دورات المقيمين والمحاضرين الآسيويين من 2010 حتى الآن
- أحد المحاضرين الرئيسين لحكام المستقبل في الاتحاد الآسيوي من 2009 حتى الآن
- الاشراف على عقد أكثر من 90 دورة تحكيمية في عدة دول
- أحد المشرفين على بطولة آسيا للناشئين تحت 16 عاما 2010 في أوزبكستان
- أحد المشرفين على كأس آسيا 2011 في قطر
- أحد المشرفين على كأس العالم تحت 20 سنة لكرة القدم 2011 في كولومبيا
- منسق اختيار حكام النخبة للاتحاد الاسيوي عن منطقة غرب اسيا من 2011 حتى 2015
- أحد المشرفين على نهائيات بطولة آسيا للناشئين تحت 16 عاما 2012 في إيران
- أحد المشرفين على نهائيات بطولة آسيا تحت 22 سنة لكرة القدم 2013 في سلطنة عمان
- المشرف على نهائيات بطولة آسيا للواعدين تحت 14 عاما 2014 في إيران
- أحد المشرفين على نهائيات بطولة آسيا للشباب تحت 19 عاما 2014 في ميانمار
- أحد المشرفين على نهائيات كأس آسيا 2015 في أستراليا
- أحد المشرفين على نهائيات بطولة آسيا تحت 23 سنة لكرة القدم 2016 في قطر
- أحد المشرفين على نهائيات بطولة آسيا للشباب تحت 19 عاما 2016 في البحرين
- أحد المشرفين على نهائيات كأس العالم تحت 20 سنة لكرة القدم 2017 في كوريا الجنوبية

## روابط خارجية
- علي الطريفي على موقع Soccerway.com (الإنجليزية)